# Directoraat Nationale Veiligheid
Het Directoraat Nationale Veiligheid (DNV) is de Surinaamse veiligheidsdienst. Het is rond 2016/2017 voortgekomen uit de samenvoeging van de Bureau Nationale Veiligheid en Centrale Inlichtingen en Veiligheidsdienst.

## Geschiedenis
In de jaren 1930 bestond onder leiding van gouverneur Johannes Kielstra (regering 1933-1944) een bijzondere recherchedienst als onderdeel van het Korps Gewapende Politie die fungeerde als inlichtingendienst. Van een specialisatie was nauwelijks sprake. In 1942, ten tijde van de Tweede Wereldoorlog, werd een geheime politie door het leger opgericht die het inlichtingenwerk uitvoerde. Ook toen werd de centrale inlichtingendienst bemand door leden van het Korps. De leiding lag in directe handen van de gouverneur van Suriname.
Aan het begin van de jaren vijftig vond er een reorganisatie plaats bij het Korps Gewapende Politie waaruit de Centrale Inlichtingen Dienst (CID) als een van de vier centrales voortkwam. In 1959 werd de CID overgeplaatst van het hoofdbureau van politie naar het Parket. Aanvankelijk lag het in de bedoeling dat het CID na de Surinaamse onafhankelijkheid (1975) met de Nederlandse Binnenlandse Veiligheidsdienst (BVD) zou samenwerken. Dit gebeurde op verzoek van de Surinaamse regering die Nederland had verzocht om bestendiging van de samenwerking.
Tussen 1975 en 2002 vond er een wijziging plaats en was er in Suriname sprake van in elk geval de volgende twee veiligheidsdiensten: de Centrale Inlichtingen en Veiligheidsdienst (CIVD) en het Bureau Nationale Veiligheid (BNV).
In 2016 nam luitenant-kolonel Danielle Veira de leiding van Hans Jannasch over de CIVD. Zij kreeg als taak om de veiligheidsinstituten in Suriname samen te voegen. Hiertoe behoorde ernaast ook (of alleen) het BNV dat onder leiding stond van Melvin Linscheer. De samengevoegde dienst ging hierna verder als het Directoraat Nationale Veiligheid. Tijdens de coronacrisis in Suriname staat Veira als hoofd van DNV aan de leiding van het COVID-19 Crisis Management Team.